# Sysprep

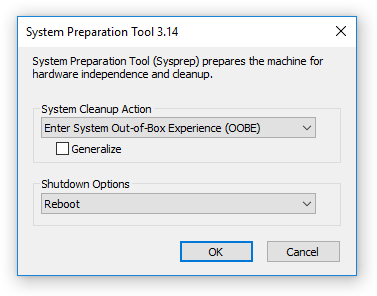
Sysprep在Windows 10环境下运行的截图

Sysprep是微软公司用来配置Microsoft Windows全新安装的一个工具，最初是为方便企业用户部署系统而设计，包含在Windows 2000、Windows XP、Windows Server 2003的操作系统安装光盘中。从Windows Vista开始放置于“系统盘:\Windows\System32\Sysprep”目录中。

## 特点
- 从 Windows 中删除系统特定的数据。Sysprep 可以从已安装的 Windows 映像删除所有系统特定的信息，其中包括计算机安全标识符 (SID)。然后可以通过组织捕获和安装 Windows 安装。
- 将 Windows 配置为启动进入审核模式。使用审核模式可以安装第三方应用程序和设备驱动器，以及测试计算机的功能。
- 将 Windows 配置为启动进入“欢迎使用 Windows”。将 Windows 安装配置为下次启动计算机时进入“欢迎使用 Windows”。通常，在将计算机交付至客户之前将系统配置为启动时立即进入“欢迎使用 Windows”。
- 重置 Windows 产品激活。Sysprep 在 Windows 7 和 Windows Server 2008 R2 及 Windows Server 2008 中最多可運行 3 次，而 Windows 8.1 和 Windows Server 2012 以及更新版本則可運行 1001 次[1]。